# Ethel Bruneau
Pour les articles homonymes, voir Bruneau.
Ethel Bruneau (née Mae Waterman à New York le 1er janvier 1936 et morte le 24 juillet 2023), est une danseuse, chanteuse et enseignante de danse installée à Montréal. Spécialisée dans l'art de la claquette, elle foule les planches des boîtes de nuit montréalaises dans les années 1950 et 1960. Elle est surnommée « Miss Swing » ou la « Reine du Tap Dancing ».

## Biographie
Ethel Bruneau est née dans le quartier de Harlem, à New York. Elle a étudié la danse à la Mary Bruce Dance Academy, à la Katherine Dunham School of Cultural Arts ainsi qu'avec Martha Graham et José Limón. Elle performe dans des émissions de télévision animées par Ed Sullivan, Milton Berle et Sid Ceasar. Elle se produit pour la première fois au Québec en 1953 avec l’orchestre swing de Cab Calloway. Un agent montréalais la remarque et lui propose de rester au Canada pour y travailler à temps plein. Elle s’installera donc définitivement à Montréal.  
Au sommet de sa carrière, elle dit jouer « 365 jours par année » dans des cabarets et des restaurants de Montréal comme le Rockhead’s Paradise, le Rialto et le Mocambo,. Elle partage la scène avec des icônes du jazz comme Louis Armstrong, Fats Domino, Earl Grant, Oliver Jones, Oscar Peterson, Charlie Biddle et Norman Marshall Villeneuve, mais également avec des vedettes québécoises telles que Alys Robi, Olivier Guimond, Claude Blanchard, Michel Louvain et Jean Grimaldi. 
Elle ouvre son premier studio de danse au début des années 1960 dans l’ouest de Montréal pour transmettre sa passion pour la claquette. Elle poursuit également des études à l’Université McGill en éducation à la petite enfance et se spécialise dans les troubles de développement comme l’autisme, le syndrome de Down et la surdité.
Dans les années 1980, elle ouvre une deuxième école de danse dans les locaux de l'Universal Negro Improvement Association (UNIA), dans le quartier de la Petite-Bourgogne, considéré comme un centre historique de la communauté noire montréalaise. Les enfants de familles du quartier y ont accès à des cours gratuits.  Elle se voit décerner le prix Ethel Bruneau, créé en son honneur en 2020 par les Prix de la Danse de Montréal.
Elle décède le 24 juillet 2023, à l'âge de 87 ans,.

## Distinctions
- Mois de l'histoire des Noirs, février 2006 : lauréate[9] ;
- Martin Luther King Achievement Award décerné par the Black Theater Workshop, 2009 : lauréate[10] ;
- Les Prix de la Danse de Montréal, 2020 : lauréate[6]
- Dance Collection Danse, 2021 : Hall of Fame[11].